# Королівство Італія (1861—1946)
Італійське королівство (італ. Regno d'Italia італійською: [ˈreɲɲo diˈtaːlja]) — державне утворення на території Апеннінського півострова що виникло у 1861 році в ході Рісорджименто і що об'єднало всі незалежні італійські держави в єдину країну під владою Сардинського королівства. Савойська династія, що правила в Сардинському королівстві, стала правлячою династією об'єднаного королівства Італії. Після референдуму 1946 року Італія перейшла від монархічної форми правління до республіканської, а королівська сім'я виїхала з країни.

## Історія
Після смерті Віктора Еммануїла II в 1878 році на престол зійшов його син Умберто I. Влада в Італії належала кабінету міністрів, оскільки монархія була конституційною. Уряд проводив політику протекціонізму, збільшував податки і вводив митні бар'єри. Фактично були заборонені страйки і вільна преса. Усе це призвело до зубожіння країни і посилення еміграційних потоків, особливо до США. Здійснюючи зовнішню політику, Італія об'єдналася з Німеччиною і Австро-Угорщиною, уклавши з цими країнами в 1882 році потрійний союз. Наприкінці XIX століття Італія колонізувала спочатку Сомалі, а потім Еритрею. Невдалі війни з Ефіопією, що зуміла відстояти свою незалежність, призвели до внутрішньополітичних криз. 29 липня 1900 р. Умберто I був убитий анархістом Гаетано Бреши. Престол перейшов до його сина Віктора Еммануїла III.
Понад 10 років (1903—1914) при владі був прем'єр-міністр Джованні Джолітті, врівноважена політика якого привела до швидкого зростанням економіки Італії. У країні будувалися залізниці, були створені великі компанії в галузях судно- та автомобілебудування, металургії. Проте в основному економічний розвиток відбувався на півночі країни, південь залишався відсталим аграрним регіоном. У 1912 році в результаті війни з Туреччиною Італія захопила Лівію.
Після початку Першої світової війни Італійське королівство оголосила нейтралітет. Багато хто в Італії бажав приєднання Трієста та області Трентіно, що належали Австро-Угорщині. Через це, після проведення таємних переговорів у Лондоні 23 травня 1915 року, Італія вступила у війну на боці Антанти. Перемога у боях між італійськими та австрійськими військами була на боці то перших, то других. Лише вступ у війну США влітку 1917 року призвів до вирішального перелому на користь Антанти. 24 жовтня 1918 року італійська армія почала наступ, результатом якого був захват Трієста в Тренто, а 3 листопада 1918 року Австро-Угорська армія капітулювала. На мирних конференціях щодо підсумків війни Італія отримала території, на які мала домовленості до вступу у війну.
Після війни умови життя населення значно погіршились — почалося зростання цін, промисловість охопила криза. У країні проходили революційні виступи, відбувалися захоплення заводів у містах і бунти селян у сільських районах. У цей час був створений рух «Бойовий Союз» (Fascio di combattimento), який очолив колишній лідер соціалістів Беніто Муссоліні. Почались напади на лівих активістів і розправи з політичними супротивниками.

### Події до Другої світової війни
- 1861 — утворення єдиного італійського королівства під скіпетром короля П'ємонта Віктора-Еммануїла II.
- 1866 — вигнання австрійців з Венеції.
- 1915 — вступ до Першої світової війни на стороні Антанти.
- 1919 — за мирним договором Італія отримала Південний Тироль й Істрію з м. Трієст. Початок фашистського руху Б. Муссоліні.
- 1922 — «похід на Рим» італійських фашистів. Муссоліні стає прем'єр-міністром (фактично диктатором Італії).
- 1929 — Латеранські угоди з папою про створення на території м. Риму папської держави Ватикан.

### Прихід фашистів до влади
У 1921 році під керівництвом Беніто Муссоліні була створена Національна фашистська партія. В цьому ж році 38 депутатів від цієї партії були обрані до парламенту.
Після походу на Рим 1922 року державою правила Національна фашистська партія Беніто Муссоліні, і цей період відомий як фашистська Італія.

### Друга світова війна в Італії (1939—1945)
- 1939 — «Сталевий пакт» про союз з гітлерівською Німеччиною. Інтервенція італійських військ в Албанії.
- 1940 — вступ Італії до II світової війни.
- 1943 — висадка англо-американських військ в Сицилії. Італія виходить з війни, підписавши угоду про перемир'я. Вступ до країни німецьких військ.
- 1945 — страта Муссоліні і закінчення війни в Італії.

Розформування:
- 1946 — Умберто II оголошує про кінець існування Королівства Італії.
- 1947 — в результаті референдуму Італія проголошена республікою. За мирним договором країна втратила всі колонії і території на Балканах.

## Правителі
1. Віктор Емануїл II (1861—1878) Савойський
2. Умберто I (1878—1900)
3. Віктор Емануїл III (1900—1945)
4. Умберто II (1945—1946)